# Acinoeuphranta zeylanica
Acinoeuphranta zeylanica är en tvåvingeart som beskrevs av Hardy 1971. Acinoeuphranta zeylanica ingår i släktet Acinoeuphranta och familjen borrflugor.
Artens utbredningsområde är Sri Lanka. Inga underarter finns listade i Catalogue of Life.